# Apanteles inunctus
Apanteles inunctus är en stekelart som beskrevs av Nixon 1965. Apanteles inunctus ingår i släktet Apanteles och familjen bracksteklar. Inga underarter finns listade i Catalogue of Life.